# Кирил Величков
Кирил Василев Величков е български офицер от Държавна сигурност (генерал-майор).

## Биография
Кирил Величков е роден на 22 юни 1928 година в село Оселна, Врачанско. През 1942 година постъпва в гимназията в Мездра, а след Деветосептемврийския преврат от 1944 година се премества в Техническата гимназия във Враца, където става член на казионния Работнически младежки съюз и която завършва през 1947 година. След това за кратко е бригадир на строежа на железопътната линия Перник – Волуяк, през 1947 – 1948 година работи в Софийското инженерство, достигайки до поста старши техник. През 1948 година постъпва в Народното военно училище „Васил Левски“, което завършва през 1950 година.
На 24 юли 1950 година Величков е назначен в Десети отдел (военно контраразузнаване) на Държавна сигурност и преминава тримесечен специален курс. В продължение на години лоялността му е поставяна под въпрос заради произхода на съпругата му, която е дъщеря на Никола Мифитишев, свещеник, осъден от т.нар. „Народен съд“. Това продължава до развода му през 1974 година, който дава възможност за по-нататъшното му кариерно развитие.
Първоначално Кирил Величков работи в Сталин, където наблюдава щаба и тила на Черноморския флот, а след това и щаба на Военноморските сили. През 1952 година е повишен в лейтенант и е прехвърлен в отдела, контролиращ Трудова повинност, като малко по-късно е изпратен на същата работа в гарнизона в Станке Димитров. През 1954 година е повишен в старши лейтенант. През декември 1955 година е прехвърлен в Плевен, а през септември 1956 година започва двугодишен курс във Висшата школа „Георги Димитров“ в София. През 1957 година е повишен в капитан.
Още докато учи във Висшата школа Величков прави опит да се премести във Второ управление (контраразузнаване) на Държавна сигурност, но няма успех и след като завършва през юли 1958 година е върнат във военното контраразузнаване в Плевен, а след това е преместен в Пловдив. На 31 октомври, след намесата на заместник-министъра Мирчо Спасов, който е възмутен от многократните премествания на Величков, той е преназначен във Второ управление. В началото на 1960 година става началник на сформираното малко преди това отделение „Транзитчици“, а на 4 септември 1961 година е повишен в майор. През юли 1961 година отделението му започва да се занимава и с чуждестранните туристи и е преименувано на „Туризъм“. През 1964 година завършва двугодишен курс по английски език и е повишен в заместник-началник на 02 отдел „Чужденци“. В началото на 1965 година ръководството на контраразузнаването го предлага за началник на отдела, но това не е допуснато от кадровия отдел на Министерството на вътрешните работи (МВР), заради неблагонадеждността на тъста му и наличието на кандидати с повече заслуги към режима.
На 25 юли 1965 година председателят на Държавна сигурност Ангел Солаков назначава Кирил Величков за началник на Секретариата на Държавна сигурност, пост с голямо влияние върху кадровата политика на службата. През август той е повишен в подполковник. На 23 септември 1967 година става началник на Централната информационно-аналитична служба (с ранг на началник на отдел), която през февруари 1969 година е преобразувана в Седмо управление.
След отстраняването на Ангел Солаков от ръководството на Държавна сигурност, на 23 ноември 1971 година и Величков е освободен от поста си на началник на управление, а на 24 декември е назначен на много по-ниската позиция заместник-началник на 11 отдел „Транспорт и съобщения“ във Второ главно управление. На 14 юли 1972 година е повишен в началник на отдел 11 „Транспорт и съобщения“. По това време се развежда и се жени за бивша своя подчинена в Държавна сигурност, която има и по-подходящ от гледна точка на режима произход. През 1974 година е предложен за повишение в заместник-началник на управление, но предложението отпада заради инцидент, при който негов подчинен офицер дезертира по време на пътуване в Швейцария. През 1975 година е награден за разкриването на мащабна корупция в БГА „Балкан“ при сделки с чуждестранни доставчици.
На 21 април 1975 година Кирил Величков все пак е повишен в заместник-началник на Второ главно управление, отговарящ за подразделенията, работещи върху контрола на предприятията. В същия момент е и началник на Управление „Икономическо“. В края на 1976 година е изпратен на двумесечен специален курс в Съветския съюз. На 5 септември 1980 година е повишен в генерал-майор.
През 1982 година наблюдаваните от Величков отдели – 09 „Търговски“, 10 „Икономически“ и 11 „Транспорт и съобщения“ – са обособени в самостоятелно Управление „Икономическо“ в рамките на Второ главно управление и на 3 ноември той става негов началник. На 20 март 1986 година управлението става самостоятелно Четвърто управление, като той остава негов началник. След закриването на Държавна сигурност в началото на 1990 година на 29 май е пенсиониран.
От 1995 година до смъртта си е председател на създадената от бивши офицери в Държавна сигурност Асоциация на контраразузнавачите от запаса в България.
Кирил Величков умира през 2001 година.

## Звания
- Младши лейтенант (24 юли 1950 г.);
- Лейтенант (1952 г.);
- Старши лейтенант (25 август 1954 г.);
- Капитан (30 август 1957 г.);
- Майор (4 септември 1961 г.);
- Подполковник (31 август 1965 г.);
- Полковник (1 септември 1967 г.);
- Генерал-майор (5 септември 1980 г.);

## Награди
- Медал „За боева заслуга“ (1955)[8]
- Почетна значка на МВР (27 август 1969)[16]
- Медал „25 години БНА“ (18 септември 1969)[16]
- Медал „За заслуги за сигурността и обществения ред“ (4 октомври 1969)[16]
- Медал „МВР“ I степен (19 юни 1970)[16]
- Медал „25 години БГА „Балкан“ (6 септември 1975; за разкриването на мащабна корупция в предприятието)[21]
- Орден „Народна република България“ III степен (7 август 1978; по повод 50-ата му годишнина)[21]
- Орден „9 септември 1944“ (8 август 1986)[25]